# Нортвеј Џанкшон (Аљаска)
Нортвеј Џанкшон (енгл. Northway Junction) насељено је место без административног статуса у америчкој савезној држави Аљаска.

## Демографија
По попису из 2010. године број становника је 54, што је 18 (-25,0%) становника мање него 2000. године.
| Група             | 2000.      | 2010.      |
| Белци             | 27 (37,5%) | 12 (22,2%) |
| Афроамериканци    | 0 (0,0%)   | 0 (0,0%)   |
| Азијати           | 0 (0,0%)   | 0 (0,0%)   |
| Хиспаноамериканци | 3 (4,2%)   | 1 (1,9%)   |
| Укупно            | 72         | 54         |